# Ievan Polkka
"Ievan Polkka" hay "Ievan Polokka" (tiếng Savo Finnish là "Eva's Polka") là một bài hát nổi tiếng của Phần Lan với lời bài hát được Eino Kettunen sáng tác vào những năm 30 của thế kỉ XX theo giai điệu của điệu nhảy polka truyền thống của Phần Lan. Tên gọi này thường bị phát âm nhầm thành Levan polkka, do sự giống nhau của chữ "L" viết thường và chữ "i" viết hoa trong phông chữ sans-serif. Nó còn được gọi với cái tên "Loituma's Polka" (hoặc "Loituma's Polkka").